# Jules Barthoux
Jules Pierre Couyat-Barthoux, dit Jules Barthoux, est un géologue et archéologue français né le 22 juillet 1881 à Étroussat (Allier) et mort le 22 février 1965 dans le 20e arrondissement de Paris.

## Biographie
Il a été fouilleur de Hadda et, dans ses explorations, a été un pionnier vers la découverte du site archéologique afghan d'Aï Khanoum.

## Travaux
- Les inscriptions hiéroglyphiques et hiératiques du Ouâdi Hammâmât avec P. Montet, Le Caire, 1912
- Chronologie et description des roches ignées du désert arabique, Le Caire, 1922
- Description d'une forteresse de Saladin découverte au Sinaï : les inscriptions de la Qalʻah Guindi avec G. Wiet, Paris, 1922
- Notes de métallogénie marocaine, Tours, 1923
- Description de quelques minéraux marocains, Paris, 1924
- Les fouilles de Haḍḍa I, Stupas et sites. Texte et dessins, Paris, 1933
- Les fouilles de Haḍḍa, Paris, 1933
- Les fouilles de Hadda III, figures et figurines, Tours, 1930
- Carte géologique provisoire des Djebilet, s.l., s.d.

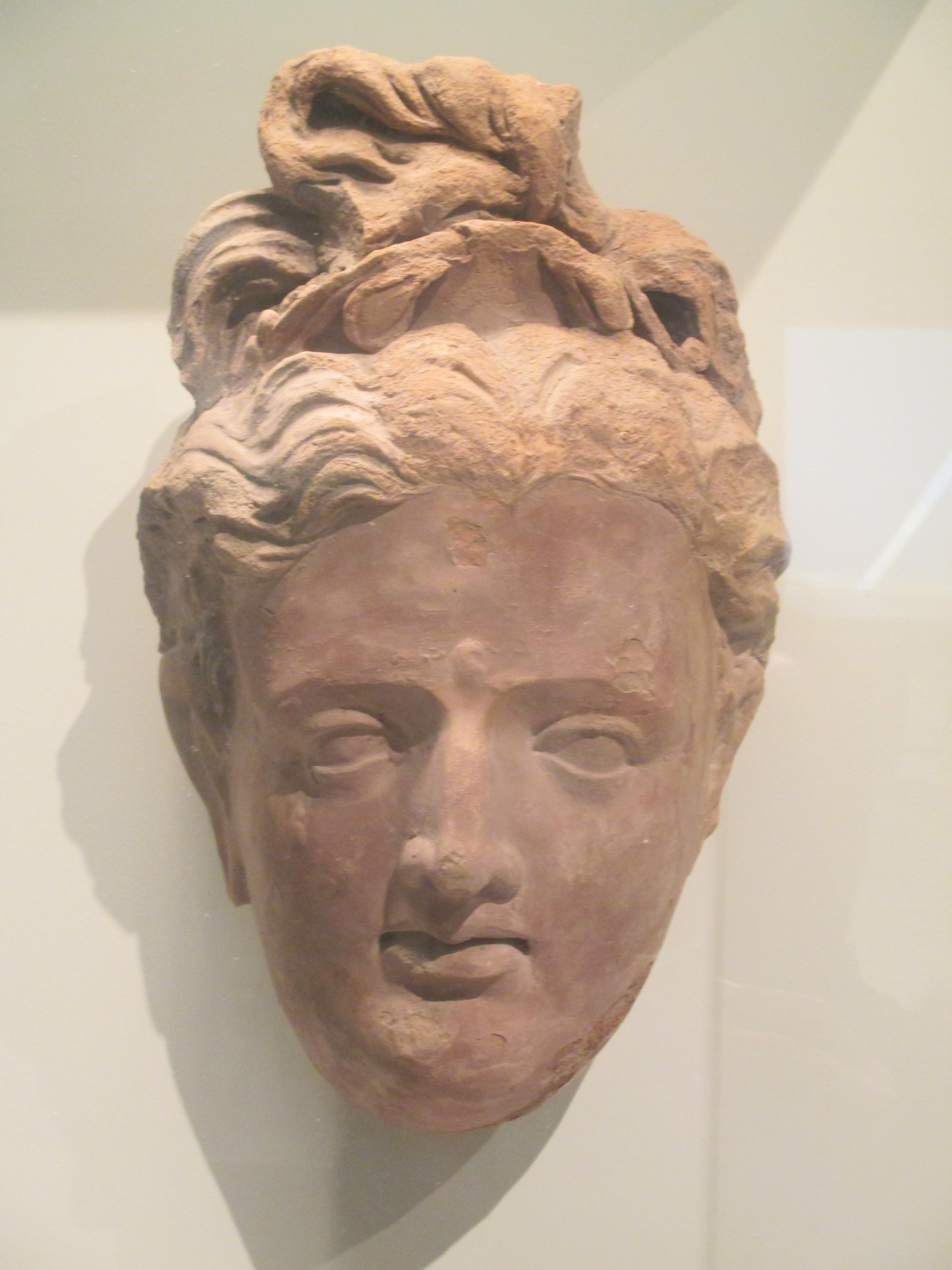
Tête gréco-bouddhique trouvée par la mission Jules Barthoux sur le site de Hadda en 1928 (Musée Guimet)
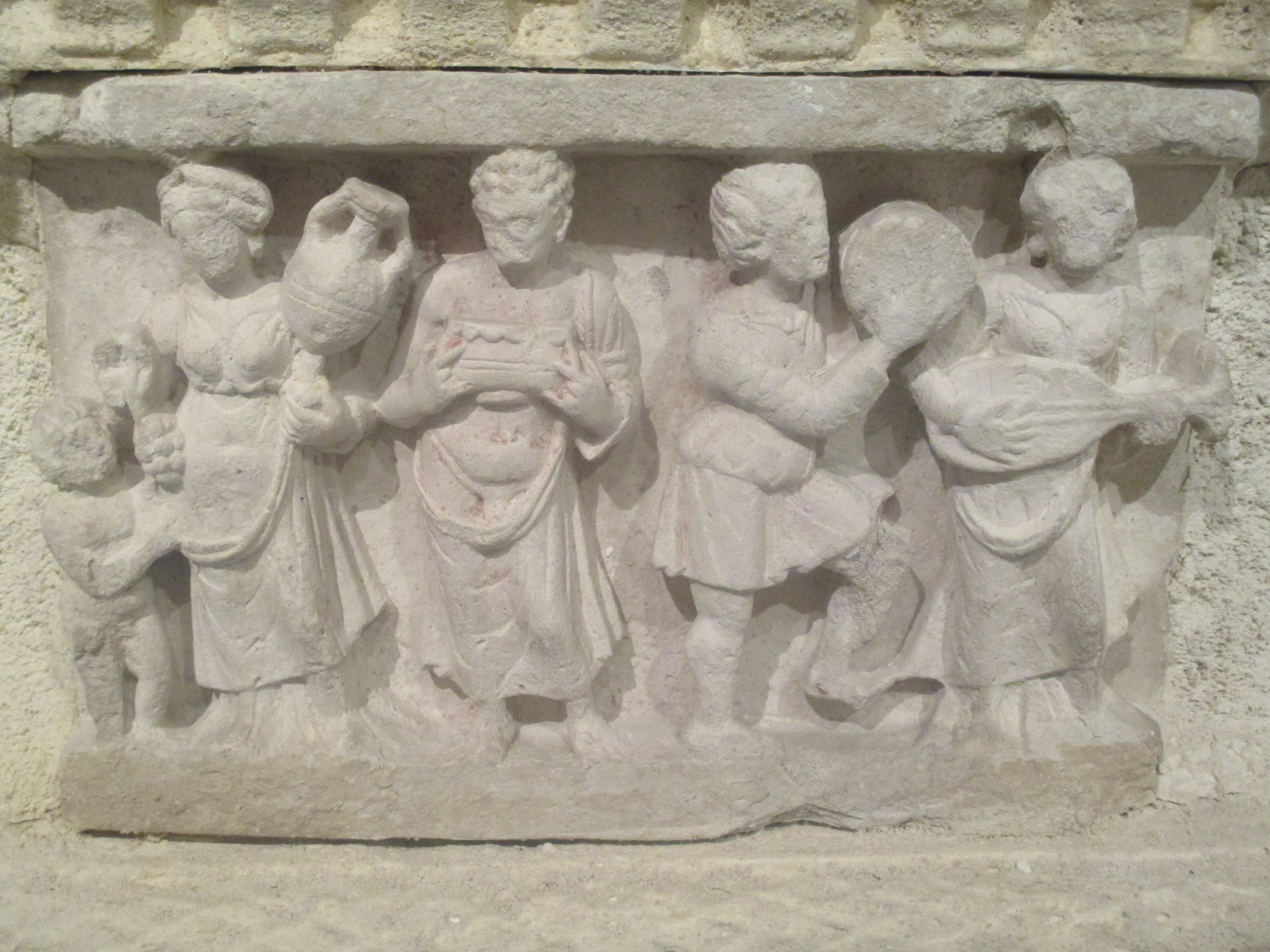
Détail d'un escalier du monastère de Chakhil-i-Ghoundi (Hadda), mission Barthoux